# ميشن (تكساس)
البعثة (بالإنجليزية: Mission, Texas)‏ هي مدينة تقع بولاية تكساس في شمال شرق الولايات المتحدة. تبلغ مساحة هذه المدينة 62.5 (كم²)، وترتفع عن سطح البحر 43 م، بلغ عدد سكانها 77058 نسمة في عام 2010 حسب إحصاء مكتب تعداد الولايات المتحدة وتصل الكثافة السكانية فيها 726.6 نسمة/كم2.

## التركيبة السكانية
حدّد مكتب تعداد الولايات المتحدة بيانات التركيبة السكانية لميشن في تعداد الولايات المتحدة. في ما يلي، التركيبة السكانية حسب تعدادي 2000 و2010.

### تعداد عام 2000
بلغ عدد سكان ميشن 45,408 نسمة بحسب تعداد عام 2000، وبلغ عدد الأسر 13,766 أسرة وعدد العائلات 11,385 عائلة مقيمة في المدينة. في حين سجلت الكثافة السكانية 481.7 نسمة لكل كيلومتر مربع (1,247.6/ميل2). وبلغ عدد الوحدات السكنية 17,723 وحدة بمتوسط كثافة قدره 188 لكل كيلومتر مربع (486.9/ميل2).
وتوزع التركيب العرقي للمدينة بنسبة 77.63% من البيض و0.37% من الأمريكيين الأفارقة و0.38% من الأمريكيين الأصليين و0.63% من الأمريكيين ذوي الأصول الآسيوية و0.01% من سكان جزر المحيط الهادئ و18.64% من الأعراق الأخرى و2.34% من عرقين مختلطين أو أكثر و81.03% من الهسبانيون أو اللاتينيون من أي عرق.
بلغ عدد الأسر 13,766 أسرة كانت نسبة 49.4% منها لديها أطفال تحت سن الثامنة عشر تعيش معهم، وبلغت نسبة الأزواج القاطنين مع بعضهم البعض 64.8% من أصل المجموع الكلي للأسر، ونسبة 14.5% من الأسر كان لديها معيلات من الإناث دون وجود شريك،  بينما كانت نسبة 3.4% من الأسر لديها معيلون من الذكور دون وجود شريكة وكانت نسبة 17.3% من غير العائلات. تألفت نسبة 15.3% من أصل جميع الأسر من عدة أفراد يعيشون في نفس المنزل ونسبة 9.1% كانت تتألف من شخص يعيش بمفرده يبلغ من العمر 65 عاماً أو أكثر. وبلغ متوسط حجم الأسرة المعيشية 3.29، أما متوسط حجم العائلات فبلغ 3.68.
بلغ العمر الوسطي للسكان 30.5 عاماً. وكانت نسبة 32.1% من القاطنين تحت سن الثامنة عشر، وكانت نسبة 9.8% بين الثامنة عشر والرابعة والعشرين عاماً، ونسبة 26.8% كانت واقعةً في الفئة العمرية ما بين الخامسة والعشرين والرابعة والأربعين عاماً، ونسبة 17% كانت ما بين الخامسة والأربعين والرابعة والستين، ونسبة 14% كانت ضمن فئة الخامسة والستين عاماً فما فوق. يوجد لكل 100 أنثى 91.1 ذكر، ويوجد لكل 100 أنثى في الثامنة عشر من عمرها فما فوق 85.3 ذكر.
بلغ متوسط دخل الأسرة في المدينة 28,837 دولارًا، أما متوسط دخل العائلة فبلغ 32,324 دولارًا. وكان متوسط دخل الذكور 24,818 دولارًا مقابل 20,420 دولارًا للإناث. وسجل دخل الفرد الخاص بالمدينة 12,270 دولارًا. وكانت نسبة 23.6% من العائلات ونسبة 27.9% من السكان تحت خط الفقر، وكان من هؤلاء نسبة 38.9% تحت سن الثامنة عشر ونسبة 16% في الخامسة والستين من العمر وما فوق.

### تعداد عام 2010
بلغ عدد سكان ميشن 77,058 نسمة بحسب تعداد عام 2010، وبلغ عدد الأسر 23,117 أسرة وعدد العائلات 19,074 عائلة مقيمة في المدينة. في حين سجلت الكثافة السكانية 817.5 نسمة لكل كيلومتر مربع (2,117.3/ميل2). وبلغ عدد الوحدات السكنية 27,291 وحدة بمتوسط كثافة قدره 289.5 لكل كيلومتر مربع (749.8/ميل2).
وتوزع التركيب العرقي للمدينة بنسبة 88.62% من البيض و0.68% من الأمريكيين الأفارقة و0.34% من الأمريكيين الأصليين و1.54% من الأمريكيين ذوي الأصول الآسيوية و0.02% من سكان جزر المحيط الهادئ و7.43% من الأعراق الأخرى و1.37% من عرقين مختلطين أو أكثر و85.41% من الهسبانيون أو اللاتينيون من أي عرق.
بلغ عدد الأسر 23,117 أسرة كانت نسبة 52.4% منها لديها أطفال تحت سن الثامنة عشر تعيش معهم، وبلغت نسبة الأزواج القاطنين مع بعضهم البعض 60.4% من أصل المجموع الكلي للأسر، ونسبة 17.1% من الأسر كان لديها معيلات من الإناث دون وجود شريك،  بينما كانت نسبة 5% من الأسر لديها معيلون من الذكور دون وجود شريكة وكانت نسبة 17.5% من غير العائلات. تألفت نسبة 14.9% من أصل جميع الأسر من عدة أفراد يعيشون في نفس المنزل ونسبة 7% كانت تتألف من شخص يعيش بمفرده يبلغ من العمر 65 عاماً أو أكثر. وبلغ متوسط حجم الأسرة المعيشية 3.33، أما متوسط حجم العائلات فبلغ 3.71.
بلغ العمر الوسطي للسكان 30.4 عاماً. وكانت نسبة 33.5% من القاطنين تحت سن الثامنة عشر، وكانت نسبة 9.5% بين الثامنة عشر والرابعة والعشرين عاماً، ونسبة 27.1% كانت واقعةً في الفئة العمرية ما بين الخامسة والعشرين والرابعة والأربعين عاماً، ونسبة 18.5% كانت ما بين الخامسة والأربعين والرابعة والستين، ونسبة 11.4% كانت ضمن فئة الخامسة والستين عاماً فما فوق. وتوزع التركيب الجنسي للسكان بنسبة 48.1% ذكور و51.9% إناث.

## توأمة
لميشن (تكساس) اتفاقيات توأمة مع كل من:
- كانكون
- Benito Juárez Municipality, Quintana Roo [الإنجليزية]‏

## أعلام
- لويد بنتسن
- تيتو سانتانا
- توم لاندري
- فورتوناتو بينافايدز
- بوبي جاك رايت

## وصلات خارجية
- The US50 - Cities and Towns in Texas State